# Otto Heinrich von der Malsburg
Otto Heinrich von der Malsburg (* 7. Februar 1835 in Elmarshausen (Landkreis Kassel); † 29. April 1921 ebenda) war Legationssekretär und Abgeordneter des Provinziallandtages der preußischen Provinz Hessen-Nassau.

## Leben

### Herkunft und Familie
Otto Heinrich von der Malsburg entstammte dem hessischen Adelsgeschlecht von der Malsburg und war der Sohn des Vizemarschalls der Althessischen Ritterschaft Otto  von der Malsburg und dessen Gemahlin Friederike von Voigt. Am 14. Juli 1874 heiratete er Theresa Bertha Freiin Waitz von Eschen (1847–1921). Aus der Ehe stammen drei Söhne und eine Tochter. Sein Bruder Kurt (1836–1906) war Major in der preußischen Armee und Abgeordneter des Provinziallandtages.

### Wirken
Nach seiner Schulausbildung schlug er die diplomatische Laufbahn ein und wurde kurfürstlicher Legationssekretär. 1871 übernahm er die Vertretung des Fürsten Karl zu Isenburg-Birstein im Landtag des Großherzogtums Hessen. Als Vertreter der Ritterschaft erhielt er in den Jahren 1878 bis 1885 einen Sitz im Provinziallandtag der Provinz Hessen-Nassau. 1871 war er Mitglied des Kurhessischen Kommunallandtags des preußischen Regierungsbezirks Kassel als Vertreter des Fürsten Carl zu Isenburg-Birstein.